# Грифон
 Тази статия е за митичното чудовище.  За шведския самолет вижте JAS 39 Gripen.  
Грифон (на гръцки: γρυφως, грифос; на персийски: شیردال, ширдал, „лъв-орел“), по-рядко произнасян като грифен или грифин, е хибридно приказно същество с тяло на лъв, но с глава и криле на орел. Характерът на това чудовище е представян противоречиво - грифонът е бил смятан за царствен и смел, зъл и алчен, непорочен и сатанински. Както лъвът е считан за „цар на зверовете“, а орелът „цар на въздуха“, грифонът се считал за особено мощно и величествено същество.

## В изобразителното изкуство и архитектурата
Най-древните изображения на грифони са открити в светилища и гробници от времето на Древен Египет и Древна Персия, което предполага това същество първоначално да е смятано за дух-пазител. Според египетската митология, грифонът съществува като противоположното допълнение на сфинкса. 
Древните еламити дълго време използват грифона, като символ в архитектурата си. В еламските легенди, грифонът е представян като еламитски бог. В персийската митология, особено по време на Ахеменидската династия (когато господстваща в Персия религия е зороастризмът), грифони, наречени „хома“, са широко използвани като статуи и символи в палати. „Хома“ също така имат специално място в персийската литература като пазители на светлината. Грифонът е посветен в Древността на Слънцето, а древните художници изобразяват колесницата на небесното светило (което е представяно като бог), теглена от грифони. Подобен образ се среща и в гръко-римската митология, където грифоните са „кучетата на Зевс“. Те са впрегнати и в колесницата на Немезида – богинята на отмъщението и символизират бързото възмездие, което би сполетяло всеки, извършил престъпление.
Грифонът е често срещан елемент от „животинския стил“ на скитското златарско изкуство. Според различни легенди е обитавал степите на Скития (т.е. Евразийската степ), простиращи се от съвременна Украйна до Централна Азия и е представян като надзирател на техните богати залежи от злато и скъпоценни камъни. Според разпространяваните от скитите предания, когато странници/чужденци се доближават, за да събират камъните, съществата се нахвърлят върху тях и ги разкъсват на парчета. В действителност те използват гигантски вкаменени кости (предполагаемо фосили от динозаври), намерени в този район, като доказателство за съществуването на грифоните и за да държат външните лица далеч от рудниците.
В по-късни времена, като част от архитектурната декорация, грифонът обикновено е представян като четирикрак звяр с крила и с глава на леопард или тигър с рога, или с глава и човка на орел. Той е символ на Музея на изкуството във Филаделфия и могат да се видят бронзови отливки на грифони, поставени във всеки ъгъл на покрива на музея, където се пази колекцията му. Често грифоните са изобразявани с издадени уши, традиционно наричани „магарешки уши“, но обикновено - с четири крака, крила и клюн, с подобни на орел нокти на мястото на предните крака на лъва и конски уши, стърчащи над черепа му.
В България запазени статуи на грифони могат да се видят по арките на моста на Кольо Фичето на река Янтра в град Бяла.

## Евентуални прототипи
Подобно на тези на василиска и еднорога, образът на легендарния грифон може би се основава на впечатления добити във връзка с истинско животно, като например лешояда, обитаващ европейските и азиатските планини. Друга подобна хипотеза е, че легендите за грифона са възникнали като обяснение на фосилните останки от тайнствени същества с гърбав клюн, откривани в златоносните области на пустинята Гоби, откъдето се предполага, че са произлезли и историите за техните златни съкровища, които са идентифицирани научно, като протоцератопс - близо двуметров динозавър с папагалски клюн и гребен на шията, който би могъл да бъде объркан с крила. Адриен Мейджър, класическа фолклористка, е направила пробни връзки в „Ловци на фосили: Палеонтология в гръцките и римските времена“ (Fossil Hunters: Paleontology in Greek and Roman Times), между богатите легла на вкаменелости около Средиземно море и около степите до пустинята Гоби и митовете за грифони, кентаври и архаични гиганти, произхождащи от класическия свят. Тя обрисува поразителни прилики, които съществуват между черепите на протоцератопс в степите, водещи до пустинята Гоби и легендите за складиращия злато грифон, разказвани от номадските скити от региона. Според Мейджър, размерът на вкаменените черепи може би е изворът на твърдението, че грифонът е 8 пъти по-голям от лъв. Сред представените от нея доказателства е и гръцката ваза от VI век на корицата на книгата й.
Подобието на някои животни с грифона е отразено и в имената им. Някои от едрите хищни животни на Стария свят са наричани грифони, включително лешоядът-хищник (Gyps fulvus), както и някои породи кучета (грифони). Научното име на вида кондор, който живее в Андите е Vultur gryphus, на латински „грифон-лешояд“.

## Хералдически грифони
Грифонът често се среща като герб в хералдиката. Комбинацията от царствената сила и благородство на лъва с бързината и зрението на орела направили грифона идеален символ за аристократичните гербове.

### Пози
Хералдическият грифон има задна част (включително крака и опашка) на лъв, горните части (включително врат с пера, крила, нокти и глава с клюн) на орел, също и уши. Ушите различават главата на грифона от главата на орела в хералдиката, което е важно, защото както истинският грифон, така и главата на грифона също се среща често в хералдиката и в друг случай би била еднаква с главата на орела.
Според Tractatus de armis на Джон де Бадо Аурео (късният XIV век), „Грифон, слаган на оръжия означава, че този, който го носи, е силен, свадлив човек, в който се срещат две различни природи и качества, тези на орела и тези на лъва“. Това очевидно е нереално, но тъй като и лъвът, и орелът са важни елементи в хералдиката, може би не е изненадващо, че техният хибрид, грифонът, също е чест избор. Символизмът на комбинацията между лъв и орел бил също така цитат, приписан на Шасанеус от Александър Нисбет в неговата System of Heraldry („Система на Хералдиката“) (1722; стр. 343 от първи том от изданието от 1816): Gryphus significat sapientiam jungendam fortitudini, sed sapientiam debere praeire, fortitudinem sequi. В превод: „Грифонът представя мъдростта, обединена със силата на духа, но мъдростта трябва да води, а силата на духа да следва“.
Хералдическите грифони обикновено са показвани изправени на задните си крака, гледащи наляво, и стоящи на един заден крак, а другият крак и ноктите – вдигнати: тази стойка е описана в нормандско-френския език на хералдиката като segreant („отделна“) – дума, единствено отнасяна към грифоните, и която е точният еквивалент на описанието на лъвовете и другите същества в хералдиката като rampant („изправен на задните си крака“).
Хералдически грифон бил включен като един от десетте „Зверове на Кралицата“, изваяни за коронацията на Кралица Елизабет II през 1953 г. (следвайки примера на „Зверовете на Краля“ в Хемптън Корт) и това сега е показано в Кю Гардънс. Лондонското сити възприело грифоните като поддръжници за герба му и сега означава своите граници със статуи на „грифон“, носещ градския герб, на всяка улица, водеща към Сити. Грифоните на Лондонското Сити в действителност обаче са хералдически дракони, с люспести тела и крила, без пера и без клюнове на орли.

### „Кейтонг“
Класическите и хералдическите грифони са мъжки и женски. Така нареченият „мъжки“ грифон, наречен „кийтонг“ в един английски хералдически ръкопис от XV век, е аномалия, която принадлежи към по-късна фаза от английската хералдика. За хералдическия звяр, наречен „кейтонг“, много обичан сред членовете на Обществото за Креативен Анахронизъм, се твърди, че се е появил в един английски ръкопис по време на царуването на Едуард IV, като хералдически солипсизъм. Pursuivant of Arms на Джей. Ар. Планш (Лондон, 1859) написва, под символа на Ърл Ормондски (първо титулуване), както е записано в ръкописа на Колежа на Оръжията под Едуард IV, следната референция: „Двойка кейтонги“. Бележката под линия на Планш гласи: „Със сигурност думата е написана така и аз никога не съм я виждал другаде.“ Фигурата наподобява мъжкия грифон, който няма крила, а златни лъчи или шипове, излизащи от отделни части на тялото му, и понякога с два дълги прави рога. В края на ХХ век „кейтонгът“ бил приет с ентусиазъм сред аматьорите в хералдиката.

## Грифоните в литературата
Както много други митични същества, грифоните се срещат във фентъзи-игри и книги, но също и в по-старата литература.
1. Гръцкият пътешественик и поет Аристей, който твори от около 675 пр.н.е., пръв описва родината и поведението на грифона. Обединявайки истории, разказани му от евразийските номади, той съобщава, че грифоните били свирепи, трупащи златни съкровища същества, обитаващи пустините и планините на Монголия. Техните гнезда били направени от чисто злато и се издигали високо в планините, откъдето съществата имали отличен изглед надолу.
2. Истории за грифони и аримаспийци от далечната Скития, близо до пещерата на Борей (Гесклейтрон) имало в загубената архаична поема на Аристей от Проконес, „Аримаспия“, ревностно били предадени от Херодот и в „Естествена История“ на Плиний. Грифонът построявал гнездо като орел. Вместо яйца, той снасял ахати. Животното пазело златните мини и скритите съкровища и било враг на конете. Невероятно редкия потомък на грифон и кон е наричан хипогриф.
3. Грифони присъстват и в скандинавските средновековни саги.
4. Ирландски писател от 9 век, известен под името Стивън Скотус, отстоява твърдението, че грифоните са силно моногамни. Те не само се свързвали до живот, но ако един от партньорите умирал, другият продължавал сам до края на живота си, никога не търсел нов партньор. Затова грифонът бил направен емблема на вижданията на църквата за повторното женене. Бидейки отчасти летящо и отчасти сухоземно животно, в християнството той бил разглеждан като символ на Исус (който бил едновременно човек и Бог).
5. Навиците на женската за снасяне на яйца са ясно описани първо от Света Хилдегард от Бинген, германска монахиня от XII век. Тя скицирала как очакващата майка търси пещера с много тесен вход, но с много стаи вътре, защитена от стихиите. Там тя снасяла нейните 3 яйца (с размерите на щраусови яйца) и стояла да ги пази.
6. Анонимни митове за грифони, легендарни новели и истории за четене за деца има в районна библиотека в Колинсфорт Вилидж, от Джо Екайтис
7. „Алиса в страната на чудесата“ от Луис Карол. Там Кралицата на сърцата нарежда на един грифон да заведе Алиса да види Лъжливата костенурка и да чуе историята ѝ. Оригиналната илюстрация от Джон Тениъл изобразява грифона в необикновено натуралистичен вид.
8. Сериите Crossroads („Кръстопътища“) на Ник О’Донъхи, включващи „Магията и Лечението“, „Под лечебния знак“ и „Лечението на Кръстопътищата“. Грифоните играят важна роля в тези серии за студенти по ветеринарна медицина, помагащи на митологични същества.
9. Три вида грифони, с различен правопис и много различни характери, се появяват в популярния роман за деца „Дейвид и Фениксът“ на Едуард Ормъндройд.
10. Грифоните са сред вълшебните същества, които съществуват в сериите за Хари Потър. Къщата на Хари Потър (тоест крило за ученици в долните класове) в Училището Хогуъртс за магьосници е наречена „Грифиндор“, на неговия основател Годрик Грифиндор. „Грифиндор“ може би идва от френското gryffon d'or или „златен грифон“, но странно, емблемата му е лъв, а не грифон.
11. „Грифонът и Малкия Канон“, на Франк Р. Стоктън, илюстрована от Морис Сендак (1968)
12. Грифоните са сред съществата в армията на Аслан в „Хрониките на Нарния“.
13. Трилогията „Магьосническите войни“ на Мерцедес Лакий и Лари Диксън. Грифон, познат като Скандранон е един от главните герои. Заглавията са „Черният Грифон“, „Белият Грифон“ и „Сребърният Грифон“.
14. „Божествена комедия“ на Данте Алигиери. Грифон тегли колесницата в Песен XXIX от Чистилище.
15. „Отмъщението на Краля на Сенките“ от Дерик Бенц и Джей. Си. Луис.
16. Човешко бебе се превръща в грифон във „Франки!“ на Вилън Шнайдер Белдън.
17. Грифон участва в новелите „Dragonlance“, под заповедите на Елвъс.
18. В „Някогашният и Бъдещият Крал“ от Т. Х. Уайт, младият Артур и неговият зет Кай се борят със свиреп грифон, с помощта на Робин Худ, скоро след като са освободили пленниците на Морган ле Фей.